# Reeuwijk
Reeuwijk és un antic municipi de la província d'Holanda del Sud, al sud dels Països Baixos. L'1 de gener del 2009 tenia 12.953 habitants repartits sobre una superfície de 50,11 km² (dels quals 11,88 km² corresponen a aigua). Limitava al nord amb Boskoop, Bodegraven i Woerden, a l'oest amb Waddinxveen, a l'est amb Montfoort, i al sud amb Gouda, Vlist i Oudewater.
L'1 de gener del 2011 es va fusionar amb Bodegraven creant el nou municipi de Bodegraven-Reeuwijk. El municipi de Bodegraven-Reeuwijk té una superfície total de 8.864 hectàrees, de les quals 7.540 són terrestres i 1.324 són aigua. La densitat mitjana és de 1.150 per km².

## Nuclis de població
Driebruggen, Hogebrug, Reeuwijk-Brug, Reeuwijk-Dorp, Sluipwijk, Tempel i Waarder.

## Agermanaments
- Turnov